# Falkenhain (Mittweida)
Falkenhain ist ein Ortsteil der Großen Kreisstadt Mittweida im sächsischen Landkreis Mittelsachsen. Er wurde am 1. Januar 1952 nach Ringethal eingemeindet und kam mit dessen Eingemeindung im Jahr 1994 zur Stadt Mittweida.

## Geografie
Falkenhain liegt nordöstlich von Mittweida im Mittelsächsischen Hügelland. Der Ort befindet sich in einem Bogen der in diesem Bereich zur Talsperre Kriebstein angestauten Zschopau, welche ihn im Norden und Westen begrenzt. Neben dem Kernort gehören zu Falkenhain die Siedlungen „Falkenhain West“ und „Falkenhain Ost“ an der Talsperre Kriebstein.

### Nachbarorte
|           | Höfchen mit Kriebstein                      |           |
| Tanneberg | Kompassrose, die auf Nachbargemeinden zeigt | Erlebach  |
| Lauenhain | Ringethal                                   | Hermsdorf |

## Geschichte

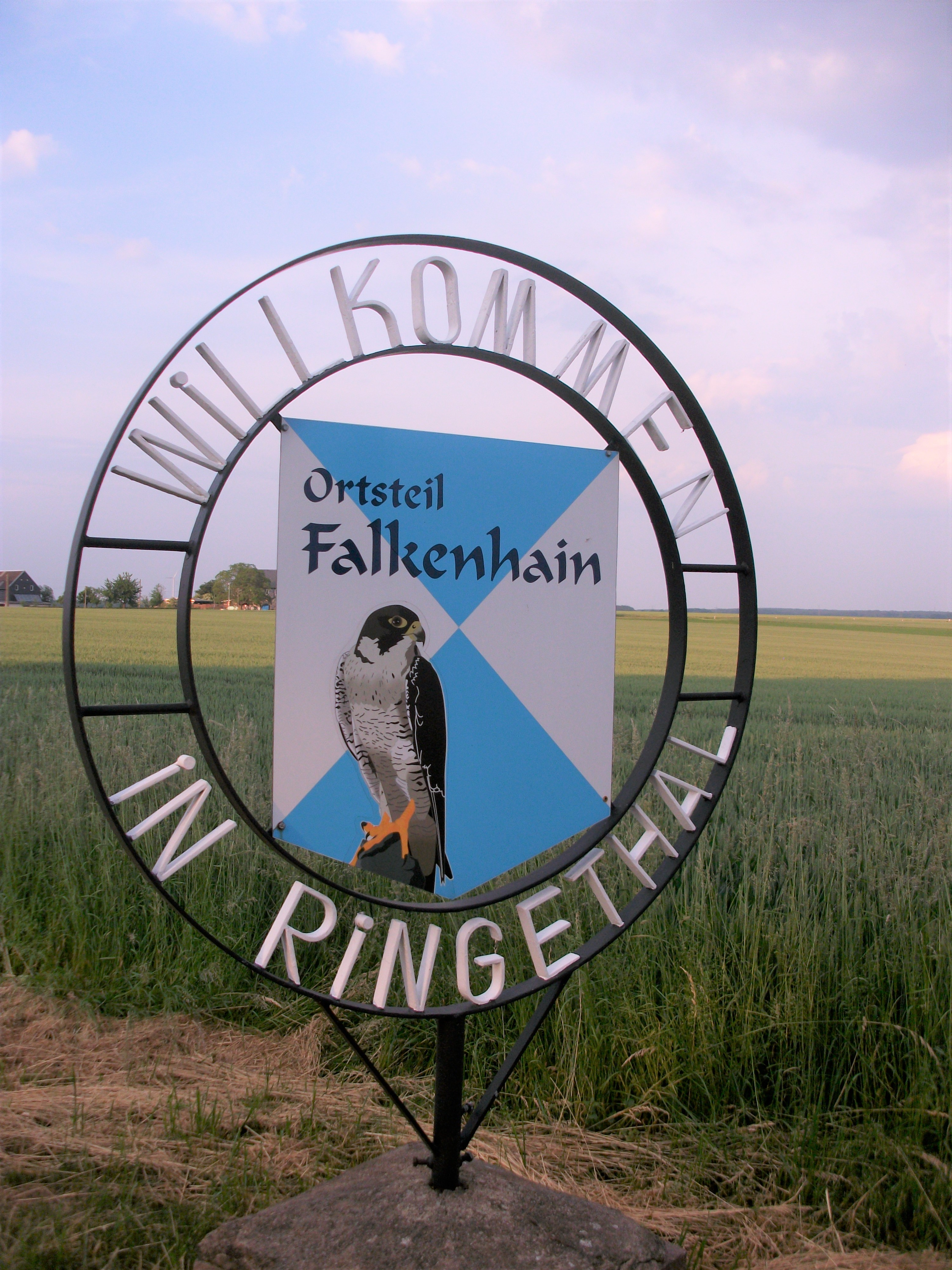
Falkenhain, Ortseingang

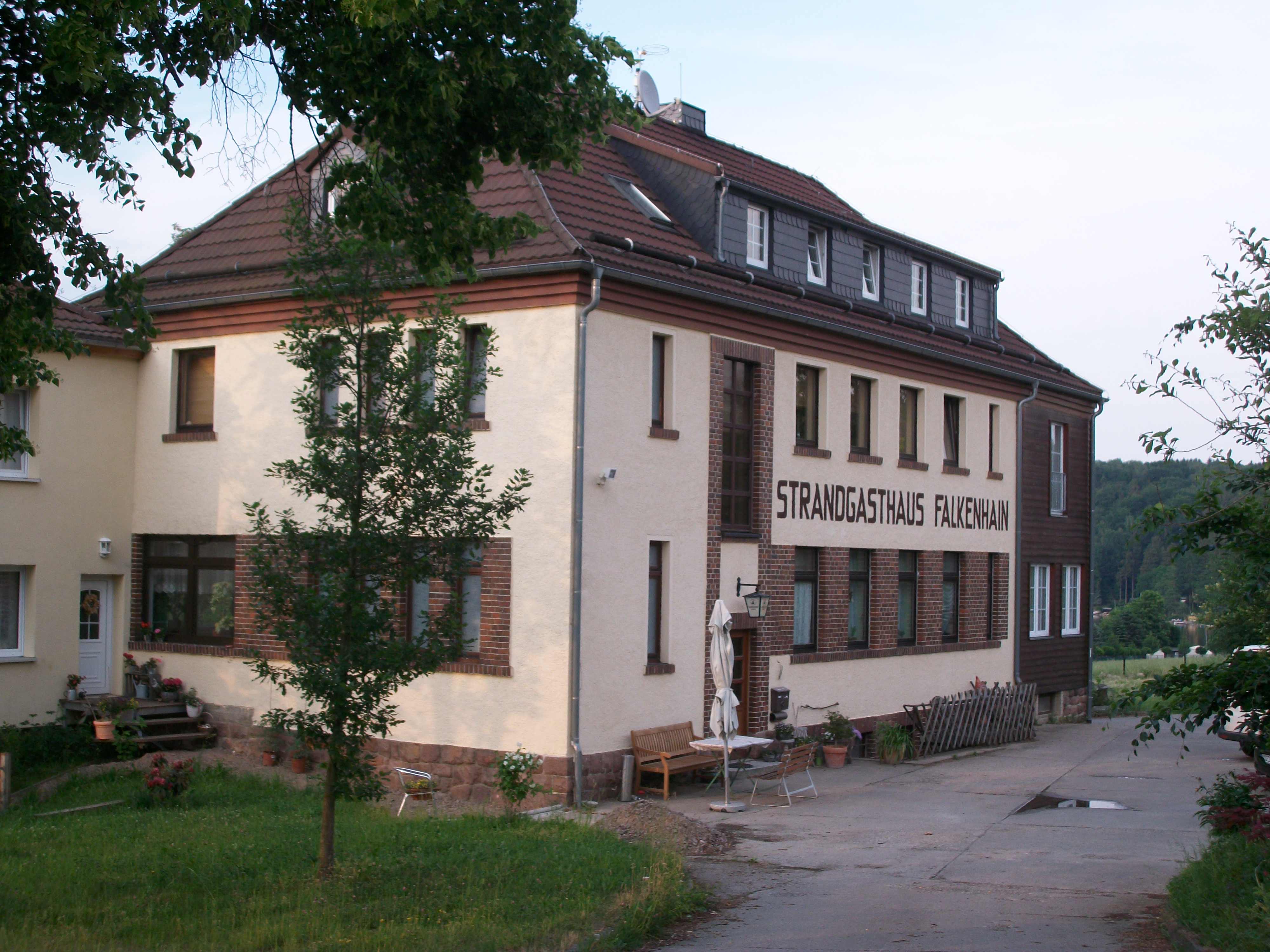
Strandgasthaus Falkenhain

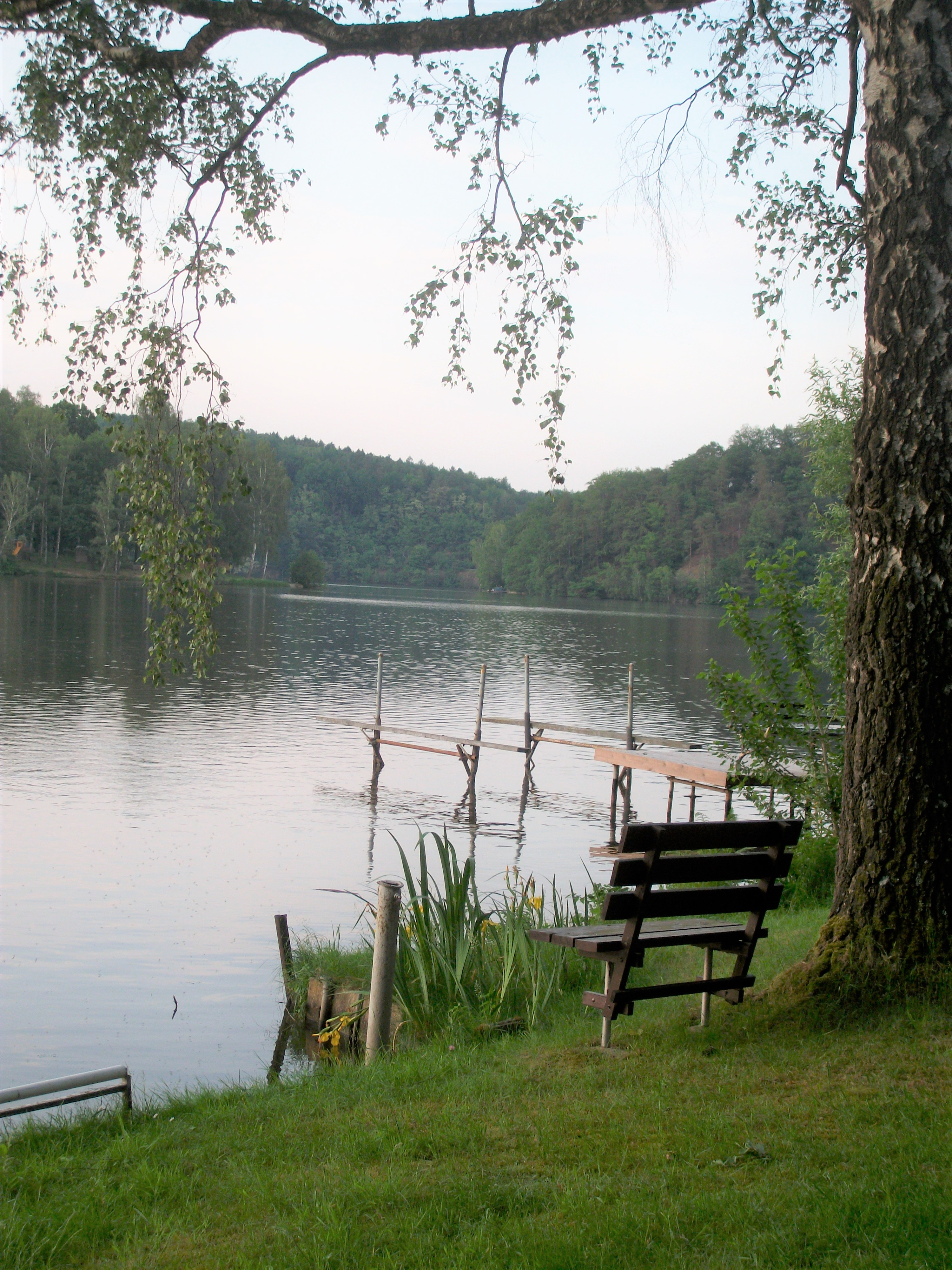
Talsperre Kriebstein in Falkenhain

Das Platzdorf Falkenhain wurde im Jahr 1325 erstmals urkundlich als „Falkenhayn“ erwähnt. Im Jahr 1544 wurden die Erbgerichte von Falkenhain zusammen mit den Orten Rößgen und Kockisch an den Rat von Mittweida übergeben. Ab 1551 ist das Rittergut Ringethal als Grundherr über den Ort belegt. Falkenhain gehörte somit zusammen mit den benachbarten Orten Ringethal und Hermsdorf zur Herrschaft Ringethal, welche eine zum Kreisamt Freiberg gehörige Exklave darstellte, die zum größten Teil von den Ämtern Rochlitz und Nossen umgeben war.
Im Jahr 1832 wurden die drei Orte der Herrschaft Ringethal vom Kreisamt Freiberg getrennt und dem Amt Frankenberg-Sachsenburg unterstellt. Bei den im 19. Jahrhundert im Königreich Sachsen durchgeführten Verwaltungsreformen wurden die Ämter aufgelöst. Dadurch kam Falkenhain im Jahr 1856 unter die Verwaltung des Gerichtsamts Mittweida und 1875 an die neu gegründete Amtshauptmannschaft Rochlitz.
Durch die zweite Kreisreform in der DDR wurde Falkenhain am 1. Januar 1952 nach Ringethal eingemeindet und dem Kreis Hainichen im Bezirk Chemnitz (1953 in Bezirk Karl-Marx-Stadt umbenannt) angegliedert, der ab 1990 als sächsischer Landkreis Hainichen fortgeführt wurde. Mit der 1994 erfolgten Verwaltungsreform wurde Ringethal mit Falkenhain in die Stadt Mittweida eingegliedert und dem neu gebildeten Landkreis Mittweida zugeteilt. Aufgrund der Hauptsatzung der Stadt Mittweida von 1994 erhielten die nunmehrigen Ortsteile Ringethal und Falkenhain eine gemeinsame Ortschaftsverfassung und einen gemeinsamen Ortschaftsrat. Seit 2008 gehört die Stadt Mittweida mit ihren Ortsteilen zum neu gebildeten Landkreis Mittelsachsen.

### Entwicklung der Einwohnerzahl
| Jahr | Einwohnerzahl                              |
| ---- | ------------------------------------------ |
| 1551 | 12 besessene Mann, 20 Inwohner             |
| 1764 | 13 besessene Mann, 8½ Hufen je 24 Scheffel |
| 1834 | 130                                        |
| 1871 | 136                                        |
| 1890 | 140                                        |

| Jahr | Einwohnerzahl |
| ---- | ------------- |
| 1910 | 120           |
| 1925 | 129           |
| 1939 | 124           |
| 1946 | 191           |
| 2014 | 121           |
| 2020 | 113           |

## Politik
Der Ortschaftsrat Ringethal-Falkenhain wurde zuletzt 2019 gewählt und besteht aus fünf Mitgliedern.

## Religion
Kirchlich gehört Falkenhain zur Evangelisch-lutherischen Kirchgemeinde Ringethal.

## Wirtschaft und Verkehr
Die einst landwirtschaftliche Struktur im Ortsteil Falkenhain ist in der Gegenwart nur noch fragmentarisch erhalten. Im Ort existiert nur noch ein bäuerlicher Betrieb mit Rinderzucht und Milchwirtschaft. Die Fluren der anderen Gehöfte sind verpachtet, zumeist an die Agrargenossenschaft e.G. Die vorhandene Bausubstanz wird für Wohnzwecke genutzt.
Bis ins 19. Jahrhundert mussten die Falkenhainer Bauern auf ihrem Weg zum Markt nach Mittweida die Furten der Zschopau bei Mittweida nutzen. Personenverkehr erfolgte über die Ringethaler Mühlenfähre. Erst mit dem Bau der Brücke von Ringethal nach Weißthal im Jahr 1861 wurde der Weg in die Stadt einfacher.

## Sehenswürdigkeiten
- Talsperre Kriebstein: zwischen 1927 und 1929 entstand nördlich des Orts die Talsperre Kriebstein durch Anstauung der Zschopau. Der Uferbereich nördlich von Falkenhain wird als „Falkenhainer Bucht“ bezeichnet. In diesem Bereich befindet sich eine Anlegestelle für Boote, über die während der Saison die Möglichkeit von Motorbootsfahrten nach Kriebstein oder Lauenhain besteht.[6] Zwischen 1930 und 1961 verkehrte eine Fähre nach Tanneberg. Am Ufer der Zschopau entstanden Bungalows, Bootsschuppen, eine Jugendherberge, ein Strandgasthaus und ein Freibad.

- Zschopaugebiets- und Radwanderweg im Landschaftsschutzgebiet Talsperre Kriebstein